# Metropolitanato de Kárpatos y Kasos

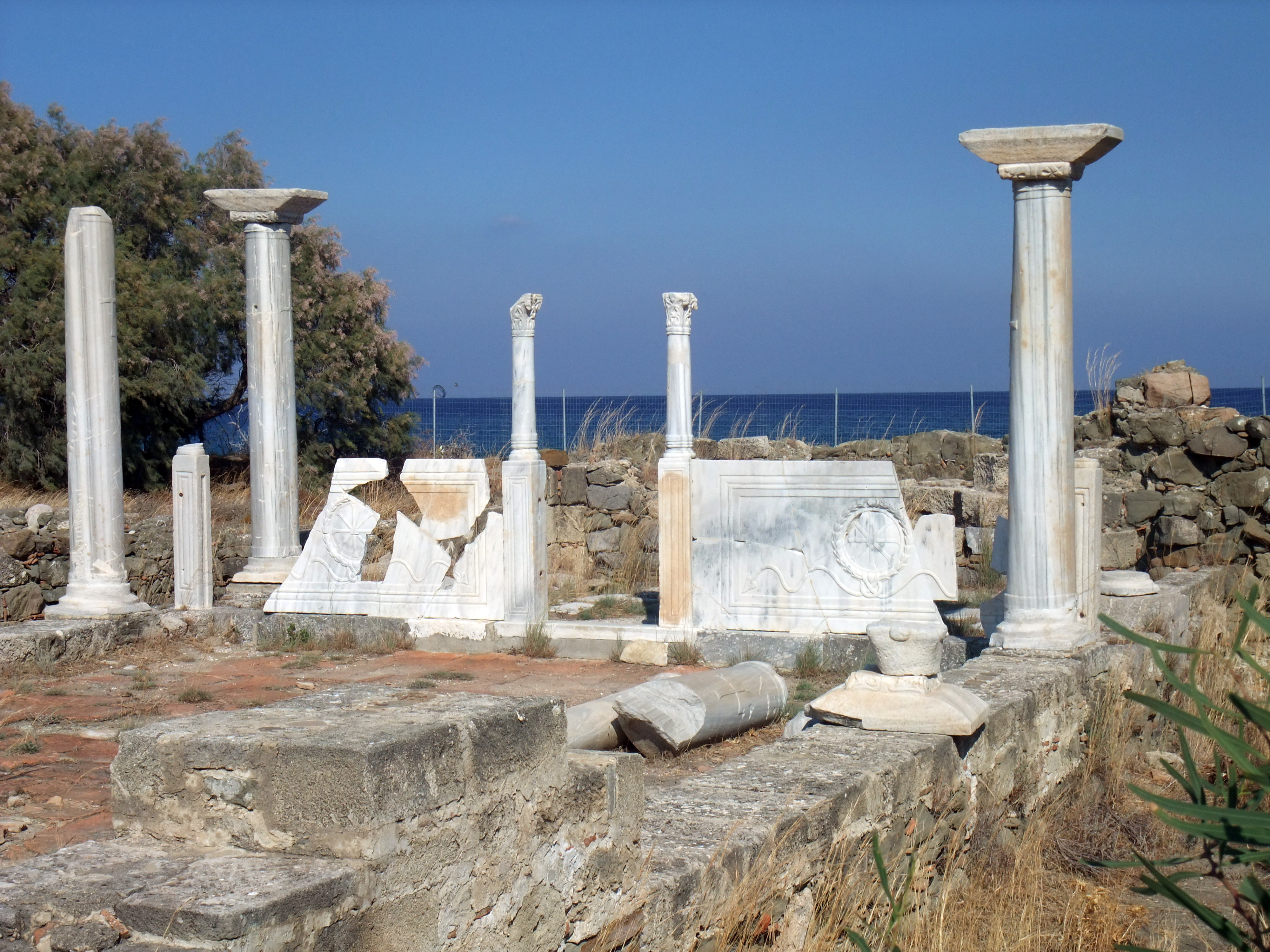
Restos de la antigua basílica de San Fotini, Pigadia.

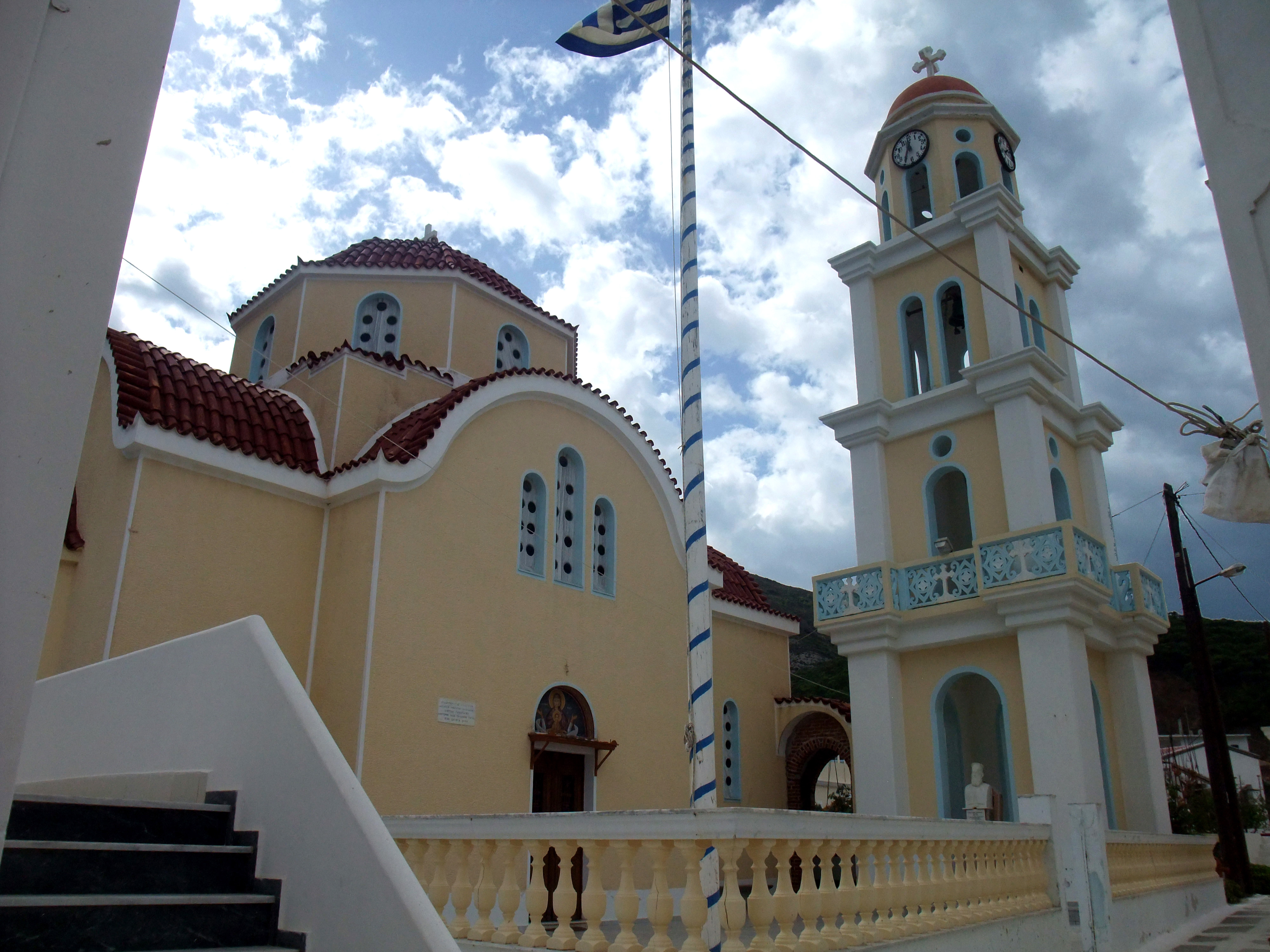
Iglesia principal de Diafani.

El metropolitanato de Kárpatos y Kasos (en griego: Ιερά Μητρόπολη Καρπάθου και Κάσου) es una diócesis de la Iglesia ortodoxa perteneciente al patriarcado de Constantinopla. Su sede está en la villa de Aperi en la isla de Kárpatos en Grecia. Su titular lleva el título metropolitano de Kárpatos y Kasos, el más honorable ('hypertimos') y exarca de las islas Cícladas (en griego: Μητροπολίτης Καρπάθου καί Κάσου, ὑπέρτιμος καί ἔξαρχος Κυκλάδων Νήσων). Es una antigua sede metropolitana de la provincia romana de las Islas en la diócesis civil de Asia y en el patriarcado de Constantinopla.

## Territorio
El metropolitanato de Kárpatos y Kasos se encuentra en la periferia de Egeo Meridional, en donde cubre las islas de Kárpatos, Kasos, Saria y muchos islotes. Separado por el mar Egeo, limita al norte con el metropolitanato de Symi; al noreste con el metropolitanato de Rodas; al sudoeste con el metropolitanato de Hierapitna (de la Iglesia de Creta); y al noroeste con el metropolitanato de Leros, Kálimnos y Astipalea.
Además de la Aperi, otras localidades del metropolitanato son la ciudad de Kárpatos, Olimpos y la ciudad de Kasos.
El metropolitanato cuenta con 14 parroquias en Kárpatos y 6 en Kasos. Existen 5 monasterios masculinos (3 en Kárpatos y 2 en Kasos) y una ermita en Kárpatos.

## Historia
Se considera que el apóstol Pablo de Tarso fue el fundador de las primeras iglesias cristianas en el Dodecaneso, ya que se menciona que en su tercera gira apostólica pasó por Cos y Rodas durante su viaje de regreso a Jerusalén. Debido a su proximidad a Rodas, se puede suponer que la comunidad de allí es responsable de la difusión del cristianismo en Kárpatos y Kasos.
No se sabe exactamente cuándo se fundó la diócesis en Kárpatos, pero desde el principio incluyó a Kasos. El Concilio de Nicea I en 325 aprobó la ya existente organización eclesiástica según la cual el obispo de la capital de una provincia romana (el obispo metropolitano) tenía cierta autoridad sobre los otros obispos de la provincia (sufragáneos), utilizando por primera vez en sus cánones 4 y 6 el nombre metropolitano. Quedó así reconocido el metropolitanato de Rodas en la provincia romana de las Islas, siendo Kárpatos una de sus diócesis sufragáneas. El canon 6 reconoció las antiguas costumbres de jurisdicción de los obispos de Alejandría, Roma y Antioquía sobre sus provincias, aunque no mencionó a Éfeso, su metropolitano también encabezaba de la misma manera a los obispos de la diócesis civil de Asia como exarca de Asia, entre ellos al metropolitanato de Rodas. El canon 28 del Concilio de Calcedonia en 451 pasó al patriarca de Constantinopla las prerrogativas del exarca de Asia, por lo que el metropolitanato de Rodas con sus diócesis sufragáneas pasó a ser parte del patriarcado.
La diócesis de Kárpatos se convirtió en la primera mitad del siglo VI en una arquidiócesis autocéfala del patriarcado ecuménico de Constantinopla y así aparece en todas las Notitiae Episcopatuum del patriarcado, desde la del pseudo-Epifanio que data de mediados del siglo VII hasta que la Notitia del siglo XV.
Varios obispos son atribuidos a esta diócesis y mencionados en fuentes documentales. Baso formó parte del grupo de obispos orientales que abandonaron el Concilio de Sárdica para formar un sínodo alternativo en Filipópolis, y que en 343 firmaron la carta sinodal de tendencia antinicena. Zotico firmó la carta que algunos metropolitanos y obispos escribieron el 9 de septiembre de 520 para anunciar al papa Hormisdas la muerte del patriarca Juan II y la elección de Epifanio. El obispo Menas está documentado en dos ocasiones: firmó la condena de Severo de Antioquía, Pedro de Apamea y el monje Zoora en la quinta sesión del Concilio de Constantinopla en 536; y participó en el segundo concilio de Constantinopla en 553.
En la vida de Diadoco de Fótice, Focio de Constantinopla menciona al obispo Juan de Kárpatos como autor de obras de carácter ascético y religioso; ciertos arcaísmos presentes en su espiritualidad ubican a este obispo a más tardar en el siglo VII. Algunos autores querían identificar este Juan con el obispo del mismo nombre de Kárpatos que participó en el Concilio de Constantinopla III en 680/681.
León de Kárpatos está presente entre los arzobispos del patriarcado que participaron en las sesiones del Concilio de Nicea II en 787. Finalmente, el obispo Felipe participó en el concilio de Constantinopla que rehabilitó al patriarca Focio de 879. Le Quien, en su Oriens Christianus, ignora al obispo Baso, mientras agrega a Olimpio, quien supuestamente participó en el Concilio de Éfeso en 431. Este obispo era más bien obispo de Carpasia en la isla de Chipre.
Kárpatos fue tomada por los latinos en 1204 y recuperada por el Imperio de Nicea en 1224. Durante la época de las Cruzadas, la isla de Kárpatos fue la sede de una diócesis de rito latino, de la cual los obispos están documentados en los siglos XIV y XV. Los Provinciales de la época incluyeron esta sede entre las sufragáneos de la arquidiócesis de Candia.
En 1282 Kárpatos fue ocupada por los genoveses y en 1304 fue entregada como feudo a los corsarios genoveses Andrea y Lodovico Moresco, pero en 1306 recayó en Andrea Cornaro, un miembro de la familia veneciana de Cornaro. En 1311 pasó a los Caballeros de San Juan, pero los venecianos la recuperaron en 1315. Los Cornaro controlaron Kárpatos hasta 1537, cuando Kárpatos y Kasos pasaron a manos del Imperio otomano. Durante la ocupación turca la arquidiócesis autocéfala fue restaurada en 1562.
Durante la guerra de Independencia griega de 1821 a 1822, la isla de Kárpatos se rebeló y pasó a ser parte del nuevo Estado griego, pero luego cayó nuevamente bajo el dominio otomano. Kasos participó en la revolución griega y apoyó la causa con su flota. El 29 de mayo de 1824 el bajá de Egipto Mehmet Alí envió su flota a la isla de Kasos: la armada egipcia saqueó y arrasó la isla, mató a 500 personas y esclavizó a 2000, un evento descrito como la masacre de Kasos. Ambas islas volvieron al control otomano el 9 de julio de 1832. Se convirtió en una metrópolis con el título de metropolitanato de Kárpatos y Kasos el 1 de mayo de 1865.
El 30 de abril de 1912 Italia ocupó Kárpatos y Kasos. El Tratado de Lausana reconoció la posesión italiana el 24 de julio de 1923. En noviembre de 1943 los alemanes ocuparon las dos islas, hasta que les fueron arrebatadas por los británicos el 17 de octubre de 1944, que ejercieron la administración hasta que fueron entregadas a Grecia el 31 de marzo de 1947, que las anexó el 7 de marzo de 1948.

## Cronología de los obispos

### Obispos de Kárpatos
- Baso † (mencionado en 343) (participó en el Concilio de Sárdica)
- Olímpico? (posiblemente mencionado en 431)
- Zotico † (mencionado en 520)
- Menas † (antes de 536-después de 553)
- Juan I † (siglo VI/siglo VII)
- Juan II † (mencionado en 680)
- León † (mencionado en 787)
- Felipe † (mencionado en 879)

(...)
- Anónimo † (1306)
- Juanicio † (1562-1576)
- Macario I † (1576-1583)
- Josafat † (1583-1590)
- Teodulo † (1590-1601)
- Hieroteo † (1601-1622)

### Arzobispos de Kárpatos y Kasos
- Damasceno † (1622-1643)
- Atanasio † (1643-1662)
- Leoncio † (1665-1674)
- Macario II † (1674-1680)
- Neófito † (1680-1722)
- Anónimo † (siglo XVIII)
- Nicéforo I † (1722-1736)
- Nicéforo II † (1736-1744)
- Macario III † (1744-1753)
- Nicéforo III † (1753-1754)
- Partenio † (1754-1760)
- Paisio † (1760-1764)
- Daniel † (1764-1793)
- Neófito II † (junio de 1793-1832 falleció?)
- Metodio (Sapundzakis) † (otoño de 1832-18 de noviembre de 1864 renunció)
- Nicéforo IV † (17 de febrero de 1865-1 de mayo de 1865)

### Metropolitanos de Kárpatos y Kasos
- Nicéforo IV † (1 de mayo de 1865]]-enero de 1869 suspendido)
- Ignacio † (16 de enero de 1869-22 de febrero de 1875 renunció)
- Gerásimo (Pigas) † (8 de marzo de 1875-noviembre de 1885 trasladado a Polyani)
- Nilo (Smirniotopoulos) † (23 de junio de 1886-5 de agosto de 1889 renunció)
- Sofronio (Argiropoulos) † (5 de agosto de 1889-31 de mayo de 1897 trasladado al metropolitanato de Elasson)
- Agatángelo (Architas) † (31 de mayo de 1897-31 de julio de 1908 trasladado al metropolitanato de Cos)
- Eugenio (Mastorakis) † (30 de julio de 1908-28 de mayo de 1912 falleció)
- Germán (Monodiadis) † (9 de junio de 1912-27 de enero de 1940 falleció) (estuvo exiliado en Kástelorizo entre el 6 de julio de 1922 y 1924)
- Apóstol (Papayoanu) † (6 de agosto de 1950-13 de febrero de 1975 trasladado al metropolitanato de Eno)
- Jorge (Orfanidis) † (23 de febrero de 1975-16 de septiembre de 1980 renunció)
- Nectario (Hadzimihalis) † (16 de septiembre de 1980-24 de mayo de 1983 metropolitanato de Leros, Kálimnos y Astipalea)
- Ambrosio (Panagiotidis) (desde 19 de junio de 1983)